# Lucjan Węgrowicz

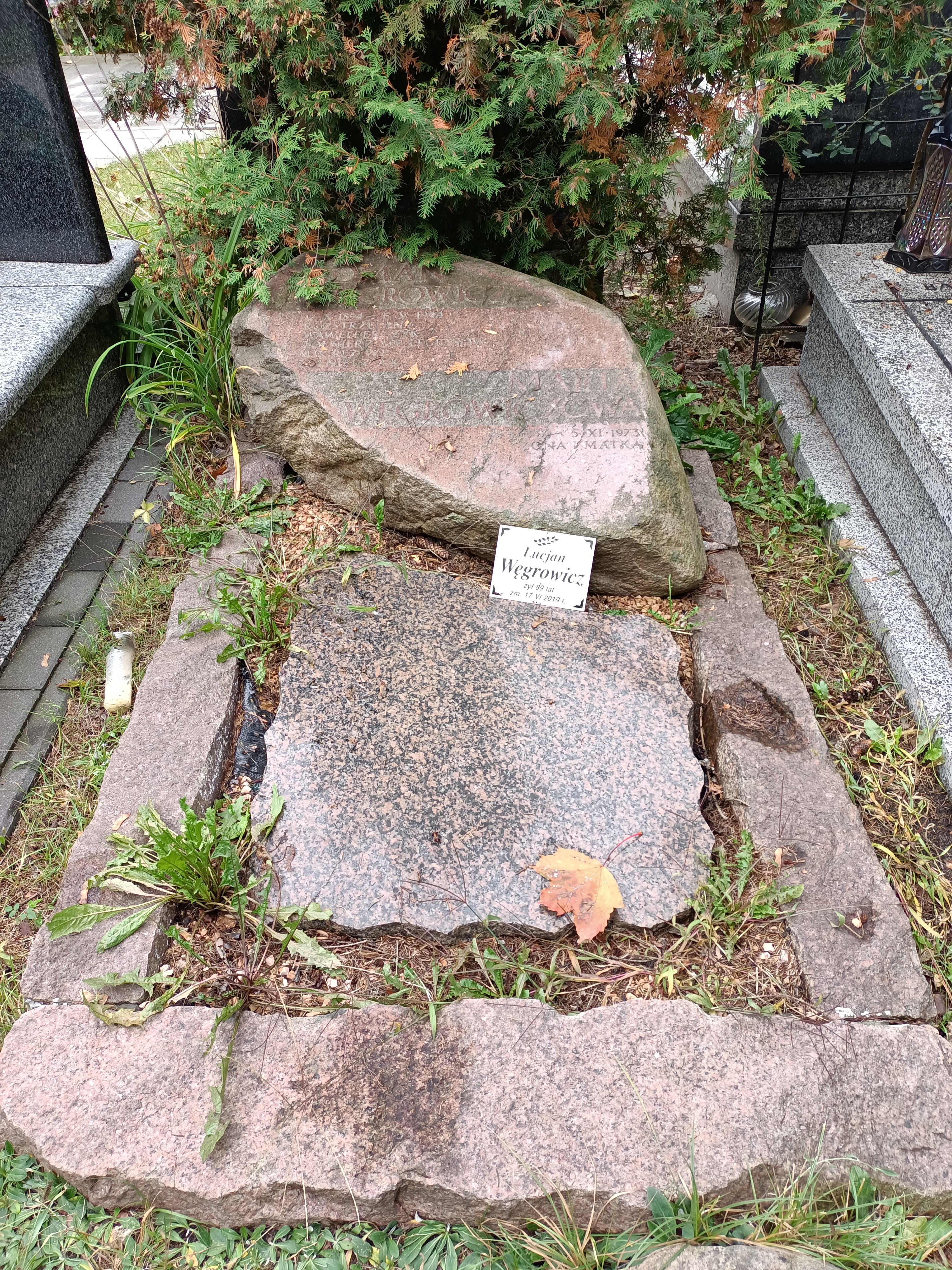
Grób Lucjana Węgrowicza na Cmentarzu Wojskowym na Powązkach

Lucjan Adam Węgrowicz (ur. 3 lutego 1930 w Warszawie, zm. 17 czerwca 2019 w Montrealu) – polski matematyk, inżynier, specjalista w zakresie łączności, profesor doktor habilitowany, pracownik naukowy Instytutu Podstawowych Problemów Techniki PAN i Uniwersytetu McGilla w Montrealu.

## Życiorys
Pochodził z rodziny żydowskiej. Był synem Romana i Marii. Jego ojciec inżynier walczył w Legionach, został majorem artylerii w Wojsku Polskim, po klęsce wrześniowej 1939 był oficerem Armii Krajowej, aresztowali go Niemcy i zamordowali w maju 1944 w Lasach Kawęczyńskich.
Podczas okupacji należał do Szarych Szeregów. Przez pewien czas przebywał z rodziną w getcie warszawskim.
Naukę szkolną odbył w Liceum im. Hugona Kołłątaja w Warszawie. Był członkiem Związku Walki Młodych. Przyjaźnił się z Jerzym Holzerem. Do lat 80. władze komunistyczne wielokrotnie odmawiały mu prawa wyjazdu z Polski. Po 1981 wyemigrował do Kanady.
Uzyskał stopień naukowy doktora. W 1976 na podstawie dorobku naukowego oraz rozprawy pt. Zagadnienie odwrotne dla anten elektrycznych umieszczonych nad nieidealnie przewodzącą powierzchnią ziemi otrzymał w Instytucie Podstawowych Problemów Techniki PAN stopień doktora habilitowanego. Był pracownikiem naukowym Instytutu Podstawowych Problemów Techniki PAN, a później profesorem Uniwersytetu McGilla w Montrealu.
Był żonaty z Mają. Miał córki Irenę i Paulinę.
Zmarł w Montrealu 17 czerwca 2019. Został pochowany 28 sierpnia 2019 na Cmentarzu Wojskowym na Powązkach w Warszawie.